# Sân bay Kindamba
Sân bay Kindamba (IATA: KNJ, ICAO: FCBK) là một sân bay ở Kindamba, tỉnh Pool, Cộng hòa Congo.

## Vị trí và cơ sở vật chất
Sân bay nằm cách thị trấn khoảng 2 km về phía tây nam, trên độ cao 1460 ft (445 m) so với mực nước biển. Nó có một đường băng cỏ dài 1400 m.